# Samtgemeinde Neuenhaus
La comunità amministrativa di Neuenhaus (Samtgemeinde Neuenhaus) si trova nel circondario della Contea di Bentheim nella Bassa Sassonia, in Germania.

## Suddivisione
Comprende 5 comuni:
1. Esche
2. Georgsdorf
3. Lage
4. Neuenhaus (città)
5. Osterwald

Il capoluogo è Neuenhaus.